# گنکیو
گنکیو (به ژاپنی: 元久 Genkyū) نام یک عصر تاریخی ژاپنی بود. این عصر بعد از کننین و قبل از  کنئیی قرار داشت و از فوریه ۱۲۰۴ تا آوریل ۱۲۰۶ میلادی به طول انجامید. در طی این عصر امپراتور تسوچی‌میکادو، امپراتور ژاپن بود.